# Challenger de Troyes 2023
El torneo Internationaux de Tennis de Troyes 2023 fue un torneo de tenis perteneció al ATP Challenger Tour 2023 en la categoría Challenger 50. Se trató de la 2.ª edición, el torneo tuvo lugar en la ciudad de Troyes (Francia), desde el 3 hasta el 9 de julio de 2023 sobre pista de tierra batida al aire libre.

## Jugadores participantes del cuadro de individuales
| Favorito | País                 | Jugador                 | Rank1 | Posición en el torneo |
| -------- | -------------------- | ----------------------- | ----- | --------------------- |
| 1        | Bandera de Argentina | Genaro Alberto Olivieri | 178   | Segunda ronda         |
| 2        | Bandera vacío        | Evgeny Donskoy          | 231   | Primera ronda         |
| 3        | Bandera de Argentina | Marco Trungelliti       | 232   | Primera ronda         |
| 4        | Bandera de Francia   | Térence Atmane          | 241   | Cuartos de final      |
| 5        | Bandera de Italia    | Gianluca Mager          | 245   | Segunda ronda         |
| 6        | Bandera de Italia    | Lorenzo Giustino        | 256   | Cuartos de final      |
| 7        | Bandera de Francia   | Titouan Droguet         | 261   | Baja                  |
| 8        | Bandera de Líbano    | Benjamin Hassan         | 264   | Primera ronda         |

- 1 Se ha tomado en cuenta el ranking del 26 de junio de 2023.

### Otros participantes
Los siguientes jugadores recibieron una invitación (wild card), por lo tanto ingresan directamente al cuadro principal (WC):
- Mathys Erhard
- Sascha Gueymard Wayenburg
- Abel Hernández Águila

Los siguientes jugadores ingresan al cuadro principal tras disputar el cuadro clasificatorio (Q):
- Duje Ajduković
- Maxence Beaugé
- Manuel Guinard
- Calvin Hemery
- David Jordà Sanchis
- Matteo Martineau

## Campeones

### Individual Masculino
- Manuel Guinard derrotó en la final a  Calvin Hemery, 6–4, 6–3

### Dobles Masculino
- Manuel Guinard /  Grégoire Jacq derrotaron en la final a  Álvaro López San Martín /  Daniel Rincón, walkover